# Jacob Fränkel

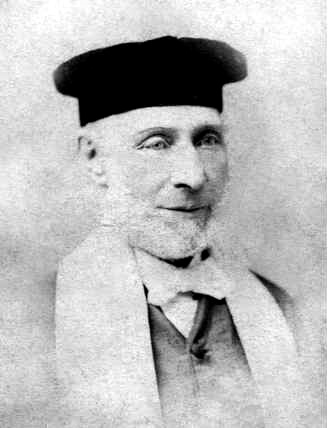
Jacob Fränkel, 1. Militärrabbiner der USA

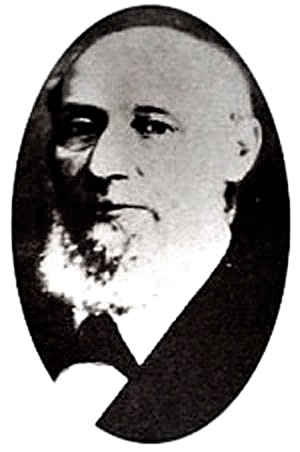
Jacob Fränkel

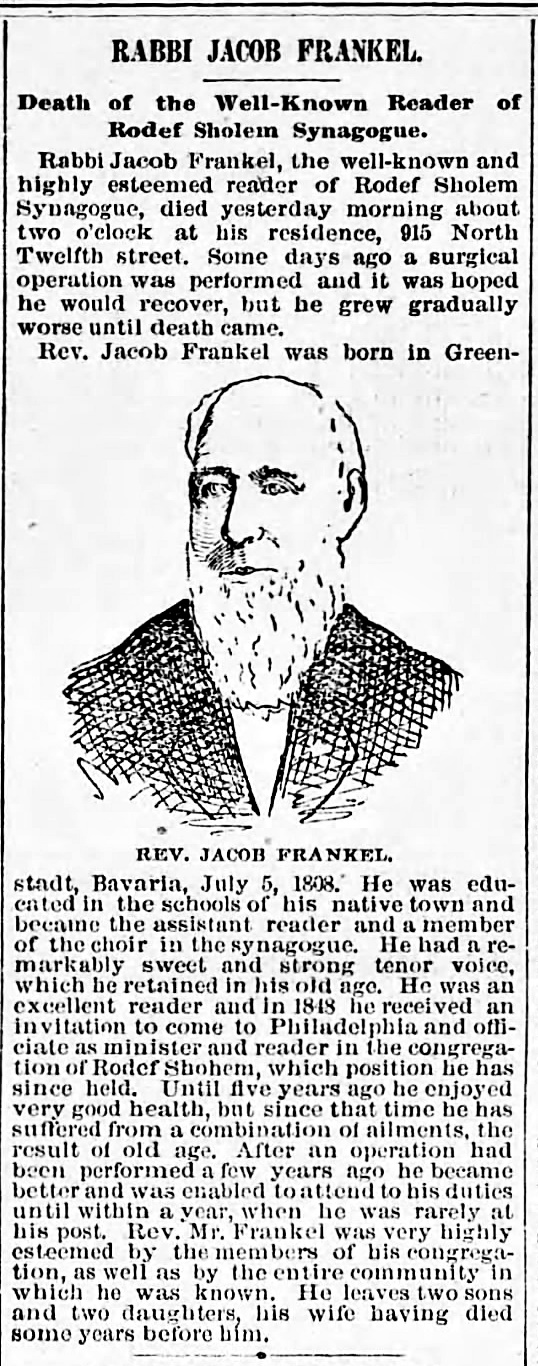
Nachruf in der Philadelphia Times vom 13. Januar 1887

Jacob Fränkel oft auch Jacob Frankel (* 5. Juli 1808 in Grünstadt; † 12. Januar 1887 in Philadelphia) war ein deutschstämmiger Rabbiner und wurde während des Amerikanischen Bürgerkrieges der erste offizielle Militärrabbiner der Vereinigten Staaten von Amerika.

## Leben und Wirken
Er entstammte einer im pfälzischen Grünstadt ansässigen, jüdischen Musikerfamilie mit langer Tradition und war der Sohn von Joseph und Dorothe Fränkel. Mit seinen zwei Brüdern unternahm er Konzertreisen, unter anderem ins benachbarte Elsaß. Zunächst wurde Jacob Fränkel, zur Zeit des Rabbiners Leopold Roos,  Kantor an seiner Grünstadter Heimatsynagoge, 1844 wechselte er nach Mainz. Schließlich wanderte er in die USA aus.
Ab 1848 bis ein Jahr vor seinem Tod fungierte Fränkel als Kantor und Leiter der 1795 gegründeten Rodeph Shalom Kongregation in Philadelphia, Pennsylvania, einer Gemeinde des aschkenasischen Reformjudentums. Er wird in zeitgenössischen Quellen als ausgezeichneter Tenorsänger von großer Freundlichkeit bezeichnet.
Die vielen Soldaten jüdischen Glaubens im Amerikanischen Bürgerkrieg führten zum Wunsch nach Militärrabbinern. Philadelphia war in jenem Krieg ein Zentrum zur Pflege von Verwundeten. Nach Durchsetzung einer Gesetzesänderung, welche die Militärseelsorge auch für Juden ermöglichte, ernannte Präsident Abraham Lincoln, am  18. September 1862, Jacob Fränkel zum ersten Militärrabbiner der Vereinigten Staaten von Amerika. Neben seiner regulären Tätigkeit in der jüdischen Zivilgemeinde versah Fränkel dieses neu geschaffene Amt drei Jahre lang, bis zum Ende des Krieges, 1865. Er war in dieser Stellung hauptsächlich in den Militärhospitälern der Stadt tätig.
Fränkel verstarb 1887 in Philadelphia als Witwer und hinterließ zwei Söhne und zwei Töchter.
Isaak Fränkel, einer seiner Brüder, war am 20. Dezember 1877 in Grünstadt 74-jährig gestorben, nachdem er der dortigen Synagoge über 50 Jahre als Kantor gedient hatte.

## Erinnerung

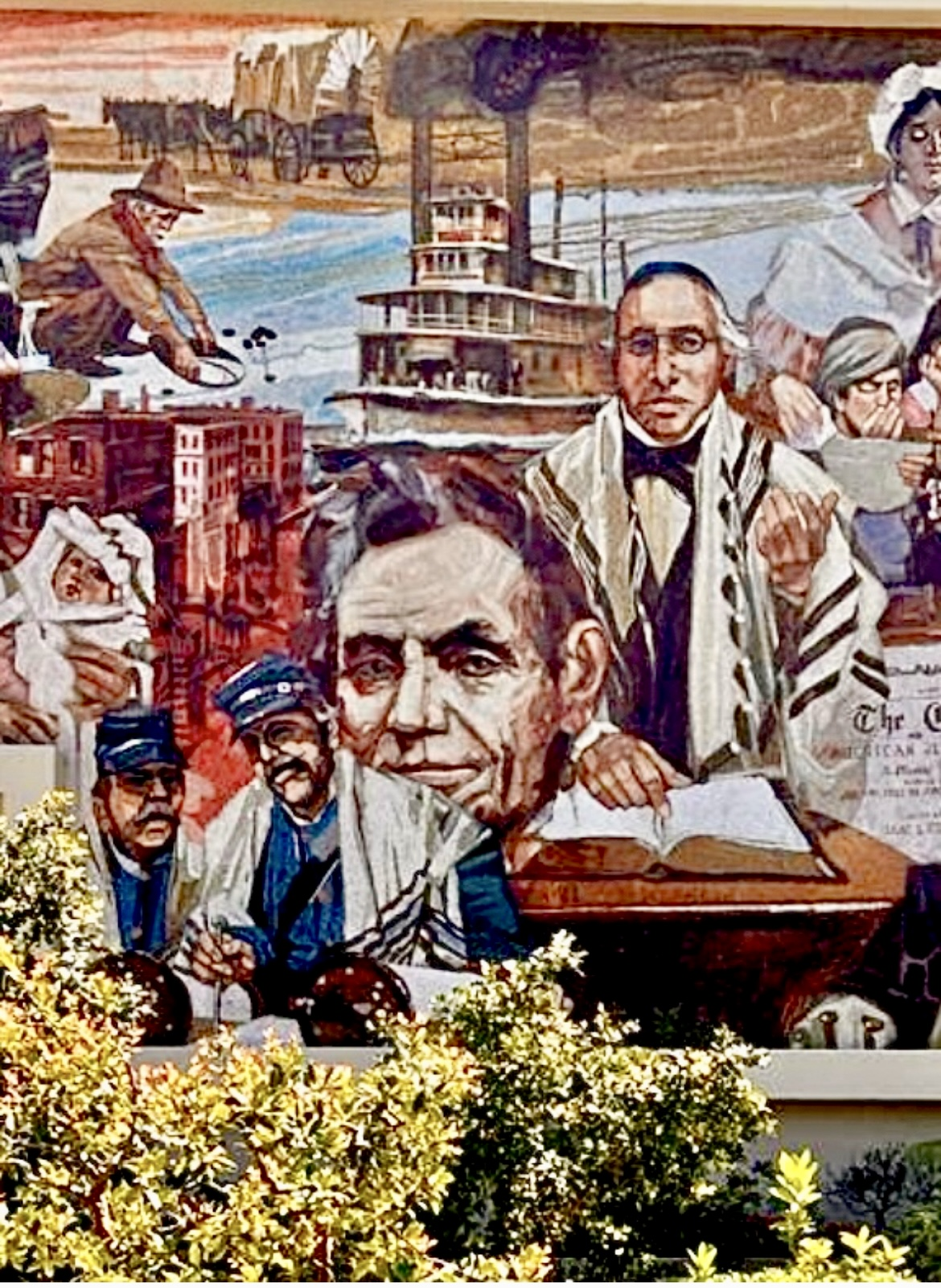
Rabbi Jacob Fränkel auf dem Heritage Mosaic, Mount Sinai, LA (hinter Abraham Lincoln).

Bei der Torpedierung und Versenkung des US-Kriegsschiffes Dorchester, taten sich 1943 vier amerikanische Feldgeistliche, darunter ein Feldrabbiner, aufopfernd hervor und starben in Erfüllung ihrer Ämter. Im Gedenken daran wurde 2014 von dem amerikanischen Bildhauer Eugene Daub (* 1942) eine Erinnerungsmedaille gestaltet und von der Jewish-American Hall of Fame verausgabt, die sogenannte  Four Chaplains' Medal. Ihre Vorderseite zeigt Jacob Fränkel als 1. Feldrabbiner der US-Armee, die Rückseite die gefallenen Geistlichen von 1943.
Im Mount Sinai Memorial Park bei Los Angeles gibt es das sogenannte Heritage Mosaic über jüdische Geschichte in Amerika. Es ist das größte Freilichtmosaik der Vereinigten Staaten. Darauf ist Jacob Fränkel als Feldrabbiner neben Abraham Lincoln abgebildet.